# Săcel (gmina w okręgu Marmarosz)
Săcel – gmina w Rumunii, w okręgu Marmarosz. Obejmuje tylko jedną miejscowość Săcel. W 2011 roku liczyła 3500 mieszkańców.